# Rasbora notura
Rasbora notura är en fiskart som beskrevs av Maurice Kottelat 2005. Rasbora notura ingår i släktet Rasbora och familjen karpfiskar. Inga underarter finns listade i Catalogue of Life.